# Dorcaschesis sericata
Dorcaschesis sericata is een keversoort uit de familie boktorren (Cerambycidae). De wetenschappelijke naam van de soort is voor het eerst geldig gepubliceerd in 1924 door Schwarz in Heller.